# Andy Gill
Andy Gill (ur. 1 stycznia 1956 w Manchesterze, zm. 1 lutego 2020) – brytyjski gitarzysta rockowy i producent muzyczny, jeden z założycieli brytyjskiego zespołu Gang of Four.
Był producentem większości wydawnictw Gang of Four (włączając to z 2005 roku), a także wielu innych artystów, jak np. Red Hot Chili Peppers, The Stranglers, Michael Hutchence i Killing Joke.
Często mylony z Andym Gillem – krytykiem muzycznym magazynu The Independent.
Jego żoną była Catherine Mayer, dziennikarka tygodnika Time.